# Mudkhed
Mudkhed là một thành phố và là nơi đặt hội đồng đô thị (municipal council) của quận Nanded thuộc bang Maharashtra, Ấn Độ.

## Địa lý
Mudkhed có vị trí 19°10′B 77°31′Đ / 19,17°B 77,52°Đ Nó có độ cao trung bình là 371 mét (1217 feet).

## Nhân khẩu
Theo điều tra dân số năm 2001 của Ấn Độ, Mudkhed có dân số 18.704 người. Phái nam chiếm 53% tổng số dân và phái nữ chiếm 47%. Mudkhed có tỷ lệ 58% biết đọc biết viết, thấp hơn tỷ lệ trung bình toàn quốc là 59,5%: tỷ lệ cho phái nam là 67%, và tỷ lệ cho phái nữ là 49%. Tại Mudkhed, 17% dân số nhỏ hơn 6 tuổi.